# Raiffeisenbank HessenNord

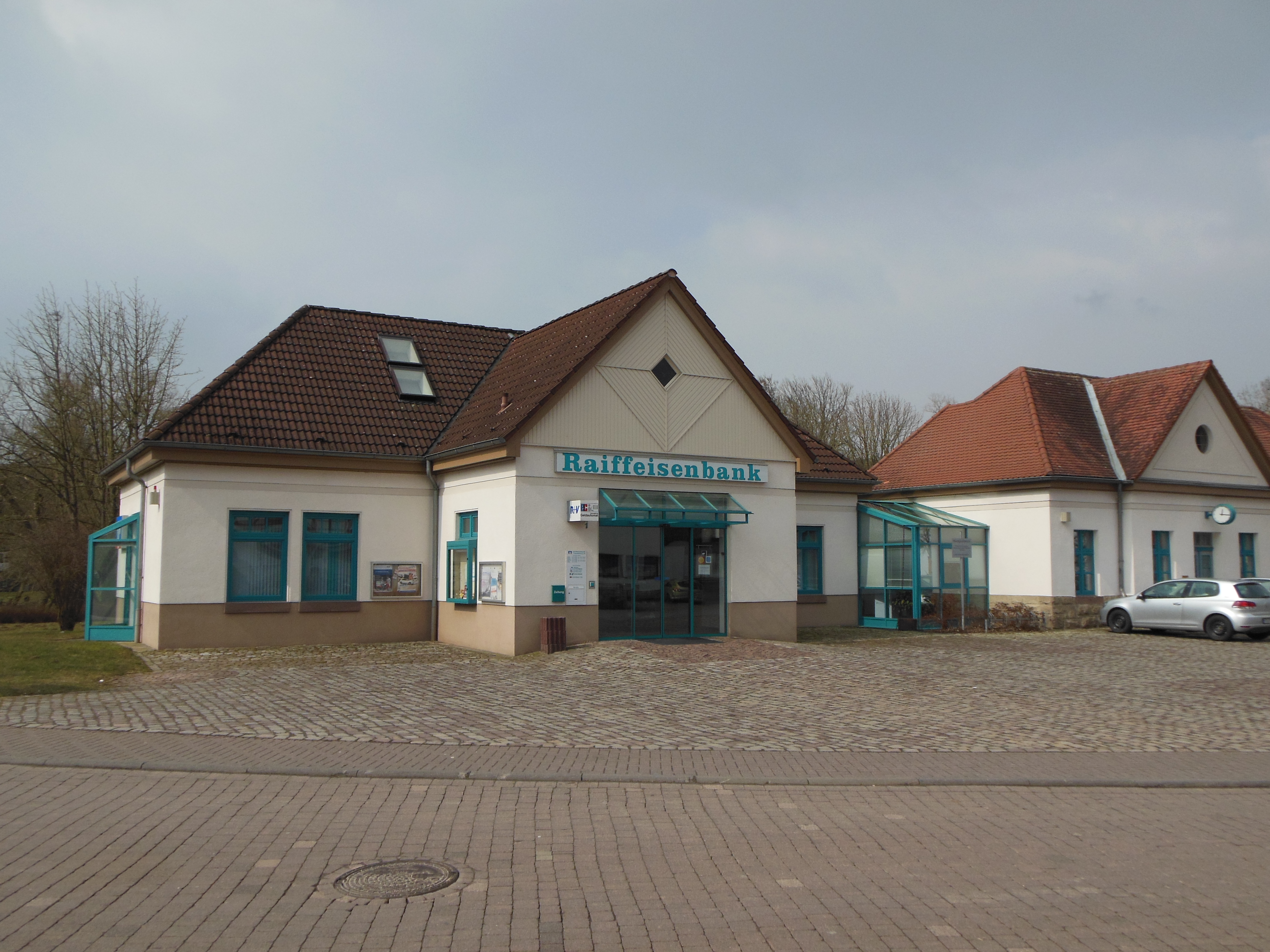
Filiale Trendelburg

Die Raiffeisenbank HessenNord eG ist eine deutsche Genossenschaftsbank mit Sitz in der hessischen Stadt Wolfhagen im Landkreis Kassel. 

## Geschichte
Um die Jahrhundertwende war die Region von einer Geldknappheit und einer Notlage in der Landwirtschaft geprägt. Ein Darlehenskassenverein nach dem Prinzip von Friedrich Wilhelm Raiffeisen erschien als Möglichkeit, die Not der Betroffenen zu lindern und dem aufkeimenden Geld- und Zinswucher entgegenzutreten. Getreu dem Motto: „Was einer nicht schafft, dass schaffen viele“, ergriff Bürgermeister Friedrich Gerhardt Oberelsungen die Initiative zur Gründung des „Ober-Elsunger Darlehns-Kassen-Verein“. Mit vier weiteren „Vereinsvorstehern“ und neun „Verwaltungsratsmitgliedern“ fand am 8. Februar 1881 die erste Generalversammlung statt.
Zwischen 1881 und 1923 gründeten sich in fast allen Orten des heutigen Geschäftsgebietes, weitere Genossenschaften.
In Wolfhagen, heutiger Hauptsitz der Bank, wurde die erste Genossenschaftsbank am 15. Januar 1920 gegründet. Im Jahr 1971 übernahm die Raiffeisenbank Wolfhagen eGmbH die Raiffeisenkasse Altenhasungen eGmbH mit dem Sitz in Altenhasungen, die Raiffeisenkasse Nothfelden eGmbH mit dem Sitz in Nothfelden und die Raiffeisenkasse Wenigenhasungen eGmbH mit dem Sitz in Wenigenhasungen, deren Gründungsdaten auf die Jahre 1887 bis 1891 zurückgehen. Die im Jahr 1964 aus der Raiffeisenkasse Bründersen eGmbH mit dem Sitz in Bründersen, der Raiffeisenkasse Ippinghausen eGmbH mit dem Sitz in Ippinghausen und der Raiffeisenkasse Altenstädt eGmbH mit dem Sitz in Altenstädt gegründete Raiffeisenkasse Weidelsburg eGmbH mit dem Sitz in Ippinghausen kam als spätere Raiffeisenbank Weidelsburg eG im Jahr 1979 zur Raiffeisenbank Wolfhagen eG.
In ihrer Sitzung im September 1987 genehmigte die Generalversammlung der Raiffeisenbank Ahnatal eG mit dem Sitz in Ahnatal den Verschmelzungsvertrag und damit die Übergabe der Geschäfte an die Raiffeisenbank eG Calden. Die Raiffeisenbank Ahnatal eG wurde am 11. März 1892 als Weimarer Darlehnskassen-Verein eGmbH mit Sitz in Weimar ins Leben gerufen.
Nur ein Jahr später, 1988, übergab die Raiffeisenbank Emstal eG mit dem Sitz in Bad Emstal, nach Beschluss der Generalversammlung, ihre Geschäfte an die Raiffeisenbank Wolfhagen eG. Als nächste Kreditgenossenschaft ging per Verschmelzungsvertrag vom September 1990 die Raiffeisenbank Grebenstein eG mit dem Sitz in Grebenstein in der Raiffeisenbank eG Calden auf. Die Raiffeisenbank Grebenstein eG reichte bis auf den am 21. Januar 1895 gegründeten Grebensteiner Darlehnskassen-Verein zurück.
Die 1888 gegründete Raiffeisenbank Landau eG mit dem Sitz in Landau fusionierte 1991 mit der Raiffeisenbank Wolfhagen eG.
Im Juni 1998 ebnete die Vertreterversammlung den Weg für die nächste Fusion: die Übernahme der Raiffeisenbank Diemel-Warmetal eG mit Sitz in Liebenau durch die Raiffeisenbank eG Calden. Die Geschichte der ehemaligen Raiffeisenbank Diemel-Warmetal eG begann im November 1922 mit der Gründung des Niedermeiserer Spar- und Darlehnskassen-Vereins eGmuH mit dem Sitz in Niedermeiser. Dieser fusionierte dann als Raiffeisenkasse Niedermeiser eGmbH im Jahr 1963 mit der Raiffeisenkasse Obermeiser eGmbH mit dem Sitz in Obermeiser zur Raiffeisenkasse Niedermeiser-Obermeiser eGmbH. Im Jahr 1966 fusionierten dann die Raiffeisenkasse Haueda eGmbH mit dem Sitz in Haueda, die Raiffeisenkasse Ostheim eGmbH mit dem Sitz in Ostheim und die Raiffeisenkasse Zwergen eGmbH mit dem Sitz in Zwergen mit der Raiffeisenkasse Niedermeiser-Obermeiser eGmbH.
Ein weiteres Jahr später verschmolzen die Raiffeisenbank Breuna-Zierenberg eG mit Sitz in Zierenberg und die Raiffeisenbank Wolfhagen eG zur neuen Raiffeisenbank eG mit Sitz in Wolfhagen. Im Jahr 2014 stieß, die 1896 gegründete Raiffeisenbank Trendelburg eG mit dem Sitz in Trendelburg zur Raiffeisenbank eG in Calden.
Die Vertreterversammlungen der Raiffeisenbanken in Calden und Wolfhagen ebneten im Juni 2015 den Weg für die bislang letzte Fusion. Am 1. Januar 2016 wurden die gemeinsamen Geschäfte, zunächst noch unter dem Firmennamen Raiffeisenbank eG Wolfhagen, aufgenommen. Seit August 2017 firmiert die Bank als Raiffeisenbank HessenNord eG.

### Stammbaum
Die nachstehende Liste umfasst die Fusionen/Verschmelzungen der jüngeren Vergangenheit:
- Raiffeisenbank HessenNord eG, Wolfhagen (seit 2017)
  - Raiffeisenbank eG, Wolfhagen (bis 2016)
    - Raiffeisenbank Wolfhagen eG, Wolfhagen (bis 1999)
      - Raiffeisenbank Elbetal eG, Naumburg (bis 1976)
      - Raiffeisenbank Weidelsburg eG, Wolfhagen-Bründersen (bis 1979)
      - Raiffeisenkasse Istha eG, Wolfhagen-Istha (bis 1983)
      - Raiffeisenbank Emstal eG, Emstal (bis 1988)
        - Raiffeisenbank Emstal-Balhorn eG, Schauenburg-Martinhagen (bis 1975)

      - Raiffeisenbank Landau eG, Landau (bis 1991)

    - Raiffeisenbank Breuna-Zierenberg eG, Zierenberg (bis 1999)
      - Raiffeisenbank Warmetal eG, Zierenberg (bis 1988)
      - Raiffeisenbank Elsungen-Breuna eG, Breuna (bis 1988)

  - Raiffeisenbank eG, Calden (bis 2016)
    - Raiffeisenkasse Ehrsten-Meimbressen-Fürstenwald eGmbH, Ehrsten (bis 1972)
      - Raiffeisenkasse Fürstenwald eGmbH, Fürstenwald (bis 1962)
      - Raiffeisenkasse Ehrsten-Meimbressen eGmbH, Ehrsten (bis 1962)

    - Raiffeisenbank Ahnatal eG, Ahnatal (bis 1987)
      - Raiffeisenbank Weimar-Heckershausen eG, Weimar (bis 1973)
        - Raiffeisenkasse Weimar eGmbH, Weimar (bis 1969)
        - Raiffeisenkasse Heckershausen eGmbH, Heckershausen (bis 1969)

    - Raiffeisenbank Grebenstein eG, Grebenstein (bis 1990)
      - Raiffeisenkasse Udenhausen eGmbH, Udenhausen (bis 1963)

    - Raiffeisenbank Diemel-Warmetal eG, Niedermeiser (bis 1998)
      - Raiffeisenkasse Lamerden eGmbH, Lamerden (bis 1972)
      - Raiffeisenkasse Westuffeln eG, Calden-Westuffeln (bis 1977)

    - Raiffeisenbank Trendelburg eG, Trendelburg (bis 2014)
      - Raiffeisenkasse Trendelburg-Sielen eGmbH, Trendelburg (bis 1972)
      - Raiffeisenkasse Eberschütz eGmbH, Trendelburg-Eberschütz (bis 1972)
      - Raiffeisenkasse Gottsbüren eGmbH, Trendelburg-Gottsbüren (bis 1972)

## Rechtsverhältnisse
Die Raiffeisenbank HessenNord eG ist im Genossenschaftsregister beim Amtsgericht Kassel unter GnR 800 eingetragen.

## Organisationsstruktur
Rechtsgrundlagen sind das Genossenschaftsgesetz und die durch die Vertreterversammlung beschlossene Satzung. Organe der Bank sind der Vorstand, der Aufsichtsrat und die Vertreterversammlung.

## Sicherungseinrichtung
Die Raiffeisenbank HessenNord eG ist der amtlich anerkannten Sicherungseinrichtung des Bundesverbandes der Deutschen Volksbanken und Raiffeisenbanken GmbH und der zusätzlichen freiwilligen Sicherungseinrichtung des Bundesverbandes der Deutschen Volksbanken und Raiffeisenbanken e.V. angeschlossen.

## Geschäftsausrichtung
Die Raiffeisenbank HessenNord eG betreibt das Universalbankgeschäft. Im Verbundgeschäft arbeitet sie mit der DZ Bank, R+V Versicherung, Bausparkasse Schwäbisch Hall, Teambank, VR Leasing, DZ Hyp und der Union Investment zusammen.

## Geschäftsgebiet
Das Geschäftsgebiet liegt im Westen und Norden des Landkreises Kassel und erstreckt sich auf die Städte und Gemeinden Ahnatal, Bad Arolsen, Bad Emstal, Breuna, Calden, Grebenstein, Habichtswald, Liebenau, Naumburg, Schauenburg und Trendelburg.
An diesen Orten betreibt die Bank Filialen:
- Wolfhagen (Hauptstelle, jur. Sitz)
- Breuna (Geschäftsstelle)
- Calden (Geschäftsstelle)
- Ehlen (Geschäftsstelle)
- Grebenstein (Geschäftsstelle)
- Naumburg (Geschäftsstelle)
- Niedermeiser (Geschäftsstelle)
- Sand (Geschäftsstelle)
- Trendelburg (Geschäftsstelle)
- Weimar (Geschäftsstelle)
- Zierenberg (Geschäftsstelle)
- Heckershausen (SB-Geschäftsstelle)